# Фристайл на зимових Олімпійських іграх 2018 — слоупстайл (жінки)
Змагання з фристайлу в дисципліні слоупстайл серед жінок у програмі Зимових Олімпійських ігор 2018 пройшли 17 лютого в сніговому парку «Фенікс», Пхьончхан .

## Кваліфікація на Ігри
Перші 24 спортсменки в списку розподілення олімпійських квот кваліфікувались, не більш як по чотири від кожного Національного олімпійського комітету (НОК). Всі вони мали потрапити в 30-ку найсильніших на етапах Кубка світу, або на чемпіонаті світу 2017 року у своїй дисципліні, а також набрати як мінімум 50 очок FIS під час кваліфікаційного періоду (від 1 липня 2016 року до 31 січня 2018-го). Якщо команда-господар, Південна Корея не кваліфікується, то їхня вибрана спортсменка зможе замінити останню в списку тих, хто кваліфікувався, за умови, що всі кваліфікаційні критерії виконані.

## Медалістки
| Золото                 | Срібло                  | Бронза                       |
| Швейцарія Сара Геффлін | Швейцарія Матільд Гремо | Велика Британія Ізабел Аткін |

## Розклад
Час місцевий (UTC+9)
| Дата      | Час   | Коло         |
| --------- | ----- | ------------ |
| 17 лютого | 10:00 | Кваліфікація |
| 17 лютого | 13:00 | Фінал        |

## Результати

### Кваліфікація
Кваліфікація змагань пройшла 17 лютого. У ній взяли участь 24 спортсменки, які виконали по два спуски. У залік йшов результат кращого з них. На кожну спробу давалося 120 секунд. Фристайлістки, які посіли перші 12 місць, відібрались у фінал.
| Місце | Номер | Спортсменка              | Країна                       | Спроба 1 | Спроба 2 | Краща | Нотатки |
| ----- | ----- | ------------------------ | ---------------------------- | -------- | -------- | ----- | ------- |
| 1     | 17    | Емма Дальстрем           | Швеція                       | 91.40    | 57.60    | 91.40 | Q       |
| 2     | 2     | Тирил Шостад-Крістіансен | Норвегія                     | 55.80    | 89.00    | 89.00 | Q       |
| 3     | 3     | Юганна Кіллі             | Норвегія                     | 87.80    | 64.20    | 87.80 | Q       |
| 4     | 12    | Ізабел Аткін             | Велика Британія              | 13.20    | 86.80    | 86.80 | Q       |
| 5     | 23    | Матільд Гремо            | Швейцарія                    | 85.40    | 71.60    | 85.40 | Q       |
| 6     | 18    | Девін Логан              | США                          | 84.80    | 37.60    | 84.80 | Q       |
| 7     | 10    | Сара Геффлін             | Швейцарія                    | 83.00    | 21.20    | 83.00 | Q       |
| 8     | 5     | Анастасія Таталіна       | Спортсмени-олімпійці з Росії | 27.40    | 81.00    | 81.00 | Q       |
| 9     | 15    | Юкі Цубота               | Канада                       | 65.40    | 78.20    | 78.20 | Q       |
| 10    | 8     | Кейті Саммергейс         | Велика Британія              | 75.80    | 77.60    | 77.60 | Q       |
| 11    | 1     | Єнні-Лі Бурманссон       | Швеція                       | 17.40    | 77.00    | 77.00 | Q       |
| 12    | 7     | Меггі Войсін             | США                          | 72.80    | 73.00    | 73.00 | Q       |
| 13    | 22    | Лі Мі Хьон               | Південна Корея               | 46.80    | 72.80    | 72.80 |         |
| 14    | 9     | Лана Прусакова           | Спортсмени-олімпійці з Росії | 42.20    | 70.60    | 70.60 |         |
| 15    | 6     | Тесс Ледо                | Франція                      | 69.40    | 28.40    | 69.40 |         |
| 16    | 14    | Даріан Стівенс           | США                          | 8.20     | 64.00    | 64.00 |         |
| 17    | 20    | Лара Вольф               | Австрія                      | 10.20    | 66.40    | 66.40 |         |
| 18    | 11    | Кеа Кюнель               | Німеччина                    | 19.40    | 59.60    | 59.60 |         |
| 19    | 21    | Лу Барен                 | Франція                      | 50.60    | 38.40    | 50.60 |         |
| 20    | 13    | Домінік Охако            | Чилі                         | 16.00    | 38.60    | 38.60 |         |
| 21    | 19    | Дара Гауелл              | Канада                       | 12.80    | 32.00    | 32.00 |         |
| 22    | 16    | Кім Ламарр               | Канада                       | 22.80    | 23.60    | 23.60 |         |
| 23    | 4     | Керолайн Клер            | США                          | 20.00    | 16.40    | 20.00 |         |

### Фінал
У фіналі взяли участь 12 спортсменок. У порівнянні з минулими Іграми відбулись зміни у форматі. На відміну від сочинських ігор, кожна зі спортсменок виконала по три спуски. У залік йшов результат найкращого з них. На кожну спробу давалося 125 секунд. Фінал розпочався о 13:56 за місцевим часом (UTC+9).
| Місце | Номер | Спортсменка              | Країна                       | Спроба 1 | Спроба 2 | Спроба 3 | Краща | Нотатки |
| ----- | ----- | ------------------------ | ---------------------------- | -------- | -------- | -------- | ----- | ------- |
| 1     | 10    | Сара Геффлін             | Швейцарія                    | 83.80    | 27.80    | 91.20    | 91.20 |         |
| 2     | 23    | Матільд Гремо            | Швейцарія                    | 88.00    | 29.40    | 29.40    | 88.00 |         |
| 3     | 12    | Ізабел Аткін             | Велика Британія              | 68.40    | 79.40    | 84.60    | 84.60 |         |
| 4     | 7     | Меггі Войсін             | США                          | 26.40    | 37.60    | 81.20    | 81.20 |         |
| 5     | 3     | Юганна Кіллі             | Норвегія                     | 10.20    | 76.80    | 54.40    | 76.80 |         |
| 6     | 15    | Юкі Цубота               | Канада                       | 74.40    | 26.40    | 40.40    | 74.40 |         |
| 7     | 8     | Кейті Саммергейс         | Велика Британія              | 61.40    | 71.40    | 23.20    | 71.40 |         |
| 8     | 1     | Єнні-Лі Бурманссон       | Швеція                       | 42.00    | 65.00    | 24.40    | 65.00 |         |
| 9     | 2     | Тирил Шостад-Крістіансен | Норвегія                     | 5.20     | 24.00    | 60.40    | 60.40 |         |
| 10    | 18    | Девін Логан              | США                          | 22.60    | 56.80    | 10.60    | 56.80 |         |
| 11    | 17    | Емма Дальстрем           | Швеція                       | 16.60    | 52.40    | 15.40    | 52.40 |         |
| 12    | 5     | Анастасія Таталіна       | Спортсмени-олімпійці з Росії | 29.40    | 51.20    | 13.00    | 51.20 |         |